# Первенство СССР по современному пятиборью среди девушек 1988
I Первенство СССР по современному пятиборью среди девушек (юниорки) проводилось в столице Украинской ССР городе Киеве с 20 по 25 мая 1988 года.
Международная федерация современного пятиборья и биатлона приняла решение проводить с 1989 года официальные чемпионаты мира среди девушек (до 21 года). В связи с этим Федерация современного пятиборья СССР решила провести Первенство СССР среди девушек, к соревнованиям были допущены спортсменки 1970 года рождения и моложе. Награды разыгрывались только в личном первенстве. Эти соревнования позволили просмотреть ближайший резерв для сборной команды Советского Союза.

## Первенство СССР. Девушки
В соревновании приняли участие 33 спортсменки. Согласно положению о проведении Первенства к верховой езде допускались только 16 девушек по результатам фехтования. Именно эти спортсменки и разыграли медали первенства, остальные соревновались только в четырёх видах пятиборья.
В результате пятидневной борьбы убедительную победу одержала москвичка Марина Колонина с результатом 5423 очка. Она первенствовала и в отдельных видах пятиборья: 1 место в фехтовании и верховой езде, 3 место в стрельбе и беге. Второе место и серебряную медаль завоевала Елена Городкова — 5150, третье место — Марина Рябцева (Москва, Профсоюзы «Битца»)с суммой очков — 5029.
Марина Наумова и Елена Городкова тренируются в спортивной школе по современному пятиборью «Планерная», которая расположена на ОУСЦ «Планерная» (Московская область, Химки). Тренеры: заслуженный мастер спорта СССР, олимпийский чемпион Виктор Минеев; мастера спорта СССР Карташов Алексей и Миронов Сергей.

## Итоговые результаты
- Личное первенство.

| Дисциплина        | Золото                         | Серебро                         | Бронза                         |
| Личное первенство | Марина Наумова · Москва · 5423 | Елена Городкова · Москва · 5150 | Марина Рябцева · Москва · 5029 |

- Итоговая таблица.

| Место | Спортсмен        | Год рождения | Город, спортивный клуб           | Фехтование | Конкур | Плавание    | Стрельба | Кросс     | Сумма |
| ----- | ---------------- | ------------ | -------------------------------- | ---------- | ------ | ----------- | -------- | --------- | ----- |
| 1.    | Марина Наумова   | 1970         | Москва, «Профсоюзы»              | 1102       | 1100   | 2:30.2/1080 | 192/956  | 7.03/1185 | 5423  |
| 2.    | Елена Гордкова   | 1971         | Москва, «Профсоюзы»              | 898        | 1040   | 2:31.9/1068 | 191/934  | 6.58/1210 | 5150  |
| 3.    | Марина Рябцева   | 1971         | Москва, «Профсоюзы»              | 1000       | 1088   | 2.28.6/1092 | 186/824  | 7.35/1025 | 5029  |
| 4.    | Анжела Маркина   | 1970         | РСФСР, Куйбышев «Профсоюзы»      | 1034       | 876    | 2.30,3/1076 | 186/824  | 7.17/1115 | 4933  |
| 5.    | Наталья Якунина  | 1971         | РСФСР, Куйбышев «Профсоюзы»      | 864        | 1050   | 2.25,4/1120 | 192/956  | 7.58/910  | 4900  |
| 6.    | Наталья Лавренко | 1971         | РСФСР, Ростов-на-Дону «Динамо»   | 830        | 1100   | 2.22,8/1140 | 179/670  | 7.34/1030 | 4770  |
| 7.    | Ирина Борисова   | 1971         | Москва, «Профсоюзы»              | 932        | 696    | 2.25,4/1120 | 188/868  | 7.45/975  | 4591  |
| 8.    | Наталья Серёгина | 1971         | Белорусская ССР, Минск «Динамо»  | 830        | 1046   | 2.49,4/928  | 184/780  | 7.44/980  | 4564  |
| 9.    | Елена Кузнецова  | 1972         | Москва, «Профсоюзы»              | 830        | 1092   | 2.32,3/1040 | 181/714  | 8.15/825  | 4501  |
| 10.   | Жанна Долгачева  | 1970         | Белорусская ССР Гомель, «Динамо» | 966        | 650    | 2.35,3/1040 | 174/560  | 6.46/1270 | 4486  |